# Mint (альбом Элис Мертон)
Mint — дебютный студийный альбом немецко-канадской певицы Элис Мертон. Вышел 18 января 2019 года.

## Музыка
В газете «The New York Times» альбом назвали «воодушевляющим захватом центристской поп-музыки 1980-х годов с темпом диско и едва уловимой структурой южного рока, про что можно сказать: Хаим, берегись».

## Синглы
В дополнение к синглу «No Roots», который занял первое место в чарте альтернативных песен США, Мертон рассказала Billboard о дополнительном сингле, который будет включен в альбом: «Это один из моих любимых синглов на данный момент. Я могла бы слушать его все время… Мы, вероятно, выпустим его в ноябре. Когда я писала его, я чувствовала, что это весело» .
Главный сингл альбома — «Why So Serious» — сопровождался видео, в котором Мертон видит странное, когда она идет по улице. Мертон заявила, что песня возникла как «ответ на вопросы прессы о ней как музыкальном явлении с одним хитом [после песни „No roots“ ], о небольшой команде и музыке, которая способна охватить её личность».

## Список треков
Все треки выпущены Ником Ребшером, кроме «Lash Out», который был записан вместе с Дейвом Бассеттом 
| №                   | Название                                                 | Автор(ы)                         | Длительность |
| ------------------- | -------------------------------------------------------- | -------------------------------- | ------------ |
| 1.                  | «Learn to Live (Научиться жить)»                         | Alice Merton Nicholas Rebscher   | 3:56         |
| 2.                  | «2 Kids (Два ребенка)»                                   | Merton Rebscher                  | 3:31         |
| 3.                  | «No Roots (Нет корней)»                                  | Merton Rebscher                  | 3:57         |
| 4.                  | «Funny Business (Интрижки)»                              |                                  | 3:05         |
| 5.                  | «Homesick (Тоскующая по дому)»                           |                                  | 3:16         |
| 6.                  | «Lash Out (Выразить гнев)»                               | Merton David Bassett             | 3:14         |
| 7.                  | «Speak Your Mind (Выскажись)»                            | Merton Rebscher                  | 3:32         |
| 8.                  | «I Don't Hold a Grudge (Я не держу зла)»                 |                                  | 3:39         |
| 9.                  | «Honeymoon Heartbreak (Разбитое сердце в медовый месяц)» | Merton Michelle Leonard Rebscher | 3:23         |
| 10.                 | «Trouble in Paradise (Беда в Раю)»                       | Merton Rebscher Tobias Kuhn      | 2:57         |
| 11.                 | «Why So Serious (Почему мы так серьезны)»                | Merton Rebscher                  | 3:47         |
| Общая длительность: | Общая длительность:                                      | Общая длительность:              | 38:17        |